# Jaworzniacy

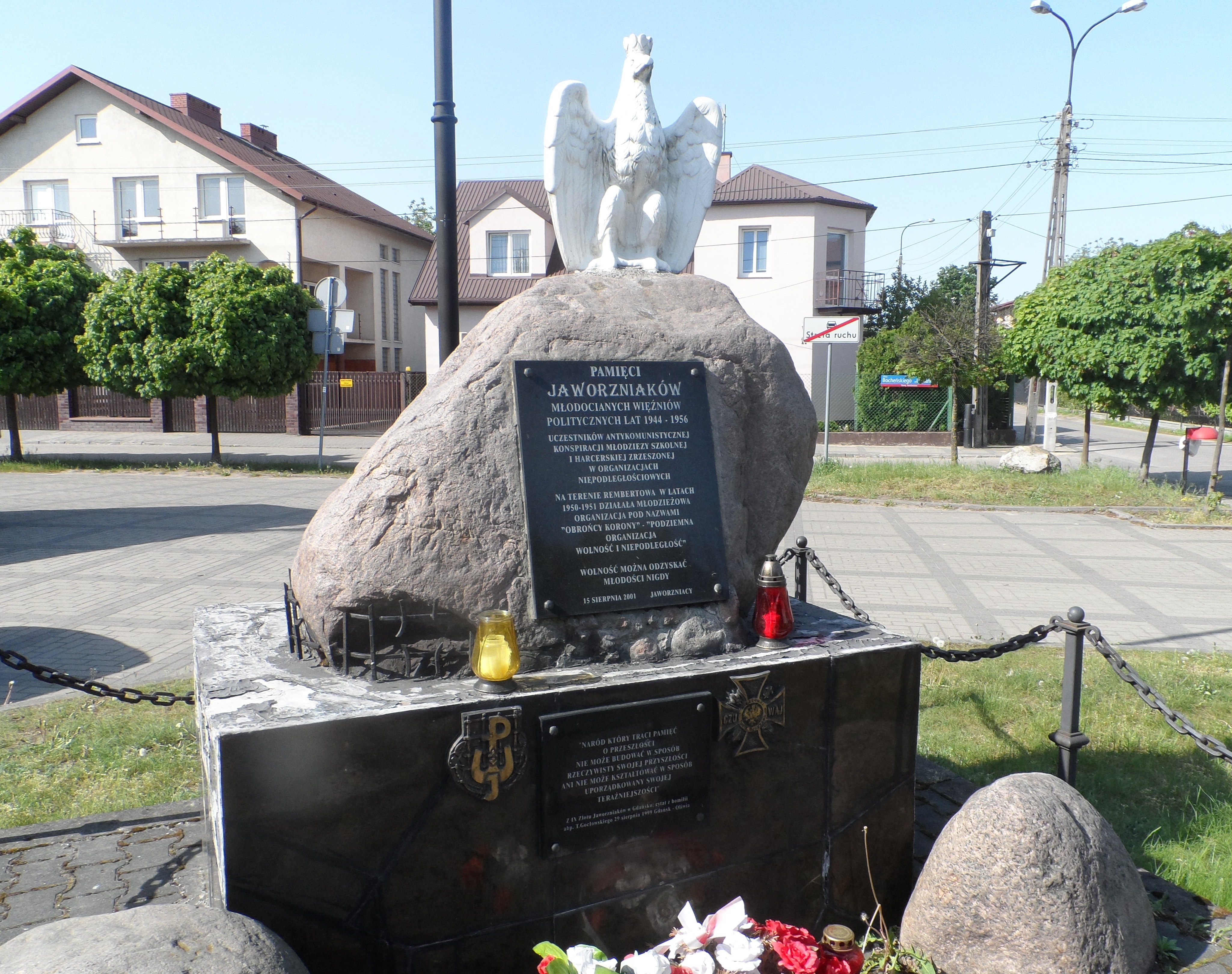
Pomnik Jaworzniaków w warszawskim Rembertowie

Jaworzniacy, oficjalnie: Jaworzniacy Związek Młodocianych Więźniów Politycznych lat 1944–1956 – organizacja założona w 1991 roku, pomagająca byłym młodocianym więźniom politycznym z lat 1944–1956 i ich rodzinom. Nazwa Jaworzniacy wywodzi się od miejsca ich uwięzienia, więzienia dla młodocianych w Jaworznie, utworzonego w 1951 roku w miejscu Centralnego Obozu Pracy w Jaworznie. Związek Jaworzniaków uczestniczy w życiu społecznym i politycznym i posiada swoje oddziały na terenie całego kraju. Głównym zadaniem organizacji jest utrwalanie pamięci o walce powojennej młodzieży o wolność i niezawisłość Polski.
Związek wydaje miesięcznik pt. „Jaworzniacy: pismo Młodocianych Więźniów Politycznych lat 1944–1956”, wyróżniony w 1991 roku przez Fundację im. Jerzego Łojka.
W 1991 roku utworzona została również fundacja o nazwie Jaworzniacy. Fundacja Pomocy Byłym Młodocianym Więźniom Politycznym, której zadaniem jest gromadzenie darowizn (w tym 1% podatku dochodowego), niesienie pomocy najbardziej potrzebującym członkom Związku i „ocalenie prawdy od zapomnienia”. Fundacja miała status organizacji pożytku publicznego – nr w Krajowym Rejestrze Sądowym 0000062939. W dniu 19 maja 2021 podjęto uchwałę o likwidacji fundacji.
Motto Jaworzniaków Wolność można odzyskać, młodości nigdy stworzył były więzień Jaworzna Jerzy Wachowski. 
Wyróżnienia:
- Złoty Medal Opiekuna Miejsc Pamięci Narodowej – 2003 r.
- Medal „Pro Memoria” – 2005 r.